# فينيسيوس (لاعب كرة قدم برازيلي)
فينيسيوس هو لاعب كرة قدم برازيلي في مركز الهجوم، ولد في 29 مارس 1998 في Corbélia ‏ في البرازيل. لعب مع Orange County SC ‏.